# Бричанский район
Брича́нский райо́н (рум. Raionul Briceni, Район Бричень) — административно-территориальная единица Республики Молдова.

## География
Бричанский район расположен на северо-западе Молдовы. Граничит с Единецким и Окницким районами Молдовы, а также с Румынией на западе и Украиной на севере. В Бричанском районе возле села Крива находится самая западная точка Молдовы.

## История
Как и большинство районов Молдавской ССР, образован 11 ноября 1940 года с центром в пгт Бричаны. 22 июля 1941 года территория района была занята румынскими войсками и включена в состав Губернаторства Буковина, а в 1944 году снова занята советскими войсками. До 16 октября 1949 года находился в составе Бельцкого уезда, после упразднения уездного деления перешёл в непосредственное республиканское подчинение.
С  31 января 1952 по 15 июня 1953 года район входил в состав Бельцкого округа, после упразднения окружного деления вновь перешёл в непосредственное республиканское подчинение.
9 января 1956 года Бричанский район был ликвидирован, его территория была разделена между соседними Единецким, Липканским и Окницким районами.
24 декабря 1964 года из Единецкого и Дондюшанского районов в восстановленный Липканский район переданы территории, принадлежавшие Бричанскому району, а сам Липканский район переименован в Бричанский с переносом административного центра в пгт Бричаны. Таким образом, территория современного Бричанского района включает в себя территории изначально созданных Бричанского и Липканского районов.
С 1999 по 2002 год, в рамках проводимой административной реформы, район являлся частью Единецкого уезда. После упразднения уездного деления, район вновь стал самостоятельной административной единицей.

## Население
| Национальный состав 2004 | Национальный состав 2004 | Национальный состав 2004 | Национальный состав 2004 | Национальный состав 2004 |
| ------------------------ | ------------------------ | ------------------------ | ------------------------ | ------------------------ |
| молдаване - 55123 чел.   |                          |                          | 70,65 %                  |                          |
| украинцы - 19939 чел.    |                          |                          | 25,55 %                  |                          |
| русские - 2061 чел.      |                          |                          | 2,64 %                   |                          |
| румыны - 314 чел.        |                          |                          | 0,40 %                   |                          |
| цыгане - 187 чел.        |                          |                          | 0,24 %                   |                          |
| другие - 403 чел.        |                          |                          | 0,52 %                   |                          |
| всего - 78027 чел.       |                          |                          | 100,0 %                  |                          |

|         | 2003 год | 2004 год | 2005 год | 2006 год |
| ------- | -------- | -------- | -------- | -------- |
| Бричаны | 9550     | 8765     | 8700     |          |
| Липканы | 6150     | 5465     | 5500     |          |
| сёла    | 62 550   | 63 797   | 63 600   | 63 100   |
| Всего:  | 78 250   | 78 027   | 77 800   | 77 300   |

## Достопримечательности
Возле села Крива находится пещера «Золушка» (ro:Peştera Emil Racoviţă). Пещера открыта в марте 1977 года черновицкими спелеологами под руководством В. П. Коржика; вход находится на территории Кривского гипсового карьера, пещера расположена под землями Молдовы и Украины; пещера в гипсах, лабиринтового типа; атмосфера загазована СО2, в некоторых районах до 2—4 %; есть несколько десятков озёр, колодцы — глубиной 12—15 м (около десятка); уникальные «глиняные» сталактиты, чёрные и красные разных оттенков глины; большие объёмы галерей и залов. Длина пещеры — 90 200 м. Температура воздуха 8—10 °C. Исследовалась Черновицким спелеоклубом «Троглодит», а позже, с 1984 года и кишинёвским спелеоклубом «Абис».